# Symphonie pour un massacre
Pour plus de détails, voir Fiche technique et Distribution.
Symphonie pour un massacre est un film franco-italien réalisé par Jacques Deray, sorti en 1963.

## Synopsis
Quatre gangsters rangés (Clavet, Jabeke, Paoli et Valoti), qui tiennent ensemble un cercle de jeux, décident de se lancer dans le trafic de stupéfiants. Pour ce faire, ils se cotisent pour acheter 500 000 $ de drogue, qu'un cinquième comparse, Moreau, se charge d'aller chercher par le train à Marseille.
Pour payer une partie de sa part, Clavet, qui a des soucis d'argent, achète des faux dollars et les insère – à l’insu de ses complices  –  dans sa contribution.
Jabeke, par ailleurs amant d'Hélène, la femme de Valoti, échafaude un plan pour doubler ses associés. Dans ce but, il entreprend d'attiser la méfiance et la haine entre eux.
Le meurtre de Moreau
Moreau ayant imprudemment montré à ses complices la serviette neuve qu'il a achetée pour transporter les billets, Jabeke va d'abord acheter un modèle identique. Puis, il se constitue un solide alibi en faisant savoir à ses complices qu'il part pour deux jours à Bruxelles, où il s'installe ostensiblement à l'hôtel Amigo. De là il gagne Lyon en un temps record avec sa puissante décapotable (Jaguar XK 150 Drop Head) qu'il laisse sur place. Revenu à Paris par le train, il se grime et assiste ainsi incognito sur le quai au départ de Moreau pour Marseille, que Paoli est venu accompagner à la gare. Dans la nuit, alors que Moreau dort, il s'introduit dans son compartiment pour procéder à l'échange des serviettes mais Moreau se réveille. Une lutte féroce s'ensuit entre les deux hommes au terme de laquelle Jabeke réussit à tuer Moreau. Jabeke se débarrasse du corps en le jetant par la fenêtre. À Lyon, il descend du train où l'attend sa voiture, et file directement à Bruxelles, où il arrive juste à temps pour se faire servir son petit déjeuner dans sa chambre.
Le meurtre de Paoli
Dès le lendemain, la nouvelle de la mort de Moreau est dans la presse, qui ne fait cependant pas mention de la serviette de billets, manifestement disparue. Paoli, qui doute que Moreau soit mort accidentellement, surtout si les billets ont été volés, convoque chez lui les membres de la bande. Jabeke revient à Paris et arrive le premier chez Paoli. Alors qu'ils examinent ensemble toutes les hypothèses possibles concernant la mort de Moreau - suicide, accident, liquidation par un comparse inconnu d'eux - Jabeke demande étourdiment à Paoli si Moreau lui a semblé normal "lorsqu'il l'a accompagné à la gare". Or, si Jabeke était à Bruxelles, comment pouvait-il savoir que Paoli avait accompagné Moreau ? Paoli comprend instantanément que Jabeke les a tous roulés mais commet l'imprudence de le lui dire. Jabeke le tue alors avec un coupe-papier.
Entre-temps, Clavet et Valoti sont arrivés et sonnent vainement à la porte de l'appartement de Paoli. Jabeke parvient à s'esquiver par l'escalier de service et à se glisser à l'extérieur de l'immeuble. Puis, faisant semblant d'être en retard, il rejoint Clavet et Valoti qui sont redescendus sur le trottoir attendre Paoli. Les trois hommes remontent forcer la porte de Paoli et découvrent son cadavre. Pour éviter que la police ne vienne fourrer son nez dans leurs affaires, ils se débarrassent du corps en le jetant dans un étang. Clavet et Valoti sont maintenant convaincus que la mort de Moreau n’était pas accidentelle. Méfiant, Valoti vérifie cependant auprès de la réception de l'hôtel où avait séjourné Jabeke à Bruxelles que celui-ci y était bien, ce qui lui est confirmé.
Le meurtre de Clavet
Clavet, qui tient le cercle de jeux, doit faire face à un sérieux ennui : deux Américains de passage à Paris gagnent une forte somme à sa table de jeux. Comme Clavet n'a pas de quoi les payer, il fait appel à Valoti et à Jabeke. Celui-ci règle sa contribution et une partie de celle de Clavet, toujours désargenté, en puisant dans la serviette, qui contient les faux dollars de Clavet. Lorsque Valoti paie les deux Américains, qui, comble de malchance, sont banquiers, ceux-ci s'aperçoivent de la présence de faux billets. Pour clore rapidement l'incident, Valoti les dédommage, mais en informe Jabeke. Le soir même, les deux Américains reviennent au cercle et apprennent à Clavet que Valoti a voulu les régler avec de la fausse monnaie. Clavet est alors persuadé d'avoir identifié le traître en la personne de Valoti. Ce dernier avait l'argent de la serviette, c'est donc lui qui a tué Moreau. Ivre de colère, il fait part à Madeleine, sa femme - qui tente vainement de l'en dissuader - de son intention de régler son compte à Valoti. Puis, il veut embarquer Jabeke dans son expédition punitive. Craignant d'être démasqué au cours de la confrontation entre Clavet et Valoti, Jabeke abat alors Clavet.
Le meurtre de Valoti
Jabeke et Valoti se retrouvent pour faire le point. Toujours méfiant, Valoti vérifie les horaires de train entre Lyon, Paris et Bruxelles mais butte sur une impasse : il est impossible de relier ces trois villes dans les délais impartis. Cependant un grain de sable vient enrayer l'engrenage jusque-là parfait des manigances de Jabeke. Alors qu'il est dans sa voiture avec Valoti, une femme au volant d'une voiture les emboutit. Pendant que Jabeke discute avec elle, Valoti, qui est resté dans le véhicule, aperçoit sur le siège arrière un journal régional lyonnais daté du jour du meurtre de Moreau. Il comprend alors que Jabeke a menti, qu'il était à Lyon ce jour-là et que c'est donc lui qui a tué Moreau. Il décide de ne rien dire à Jabeke. Puis, pour l'éloigner de chez lui, il lui demande de le remplacer pour quelques heures au cercle de jeux et profite de son absence pour aller fouiller son appartement. Il découvre, dissimulée derrière une cloison de la cuisine, la serviette pleine de billets et a ainsi la confirmation de ses soupçons. Valoti emporte les billets chez lui et revient au cercle pour attendre Jabeke de pied ferme. Quand celui-ci vient lui rendre compte que tout s'est bien passé, éclate une discussion orageuse entre les deux hommes au cours de laquelle Jabeke est démasqué. Valoti s'apprête à le liquider d'un coup de revolver quand, Hélène, la femme de Valoti, survient et le distrait un instant, ce qui donne à Jabeke la possibilité d’abattre Valoti.
Jabeke rassure sa maîtresse : tout va bien se passer. Effectivement, il réussit à se débarrasser du corps. Puis, il retourne chez Valoti et récupère les billets. Tout est au mieux : il a l'argent pour lui tout seul, avec en prime la femme de Valoti ! La vie est belle, il peut enfin baisser sa garde. Satisfait, par forfanterie, il endosse le beau manteau, le chapeau et la canne-parapluie de Valoti et sort.
La mort de Jabeke
Sur le trottoir, Madeleine, la femme de Clavet attend Valoti devant chez lui pour venger son mari. Apercevant un homme portant le manteau de Valoti sortir de l'immeuble, elle abat Jabeke. Croyant avoir tué Valoti, elle fracture la vitre d'une borne de police-secours et appelle la police pour se dénoncer.
Tous les protagonistes de cette affaire sont morts.

## Fiche technique
- Titre : Symphonie pour un massacre
- Réalisation : Jacques Deray
- Scénario : Jacques Deray, José Giovanni et Claude Sautet, d'après le roman Les Mystifiés d'Alain Reynaud-Fourton[3]
- Dialogues : José Giovanni
- Photographie : Claude Renoir
- Musique : Michel Magne
- Décors : Léon Barsacq, assisté de Théobald Meurisse et Pierre Duquesne
- Son : Joseph de Bretagne, assisté de Maurice Dagonneau et Max Olivier
- Montage : Paul Cayatte, assisté de Jacqueline Simoni
- Sociétés de production : Compagnie Industrielle et Commerciale Cinématographique - Dear Film Produzione - Productions et Éditions Cinématographiques Françaises - Ultra Film
- Pays d'origine :  France et  Italie
- Genre : policier
- Durée : 115 minutes
- Date de sortie : 2 août 1963

## Distribution
- Charles Vanel : Paoli
- Jean Rochefort : Christian Jabeke
- Claude Dauphin : Maurice Valoti
- Michel Auclair : Georges Clavet
- José Giovanni : Moreau
- Michèle Mercier : Madeleine Clavet
- Daniela Rocca (VF : Paule Emanuele) : Hélène Valoti
- Marcello Pagliero : Cerutti
- Billy Kearns (VF : Howard Vernon) : le premier client américain
- Jean Degrave : un employé de la salle de jeux
- Maurice Garrel
- Pierre Mirat
- Claude Cerval

## À propos du titre
- D'abord tourné sous le même titre que le roman dont il s'inspirait, Les Mystifiés d'Alain Reynaud-Fourton, le film fut finalement distribué avec un intitulé à consonance musicale à la suite du succès retentissant de Mélodie en sous-sol réalisé la même année par Henri Verneuil.

## Sortie et accueil
Sorti le 2 août 1963 dans les salles françaises, Symphonie pour un massacre démarre avec 12 622 entrées sur Paris, où il est distribué dans deux salles et atteint la 10e place. Le film entre pour la première fois dans le top 30 hebdomadaire du box-office français la semaine suivante en 24e place avec 18 246 entrées, dans cinq salles et un cumul de 30 286 entrées. En troisième semaine, toujours distribué sur cinq salles, le long-métrage enregistre 22 519 entrées, résultat en légère hausse bien que chutant de cinq places, pour un cumul de 52 805 entrées.
À partir de la quatrième semaine, le film gagne deux salles supplémentaires et remonte à la 18e place avec 24 360 entrées à cette période, lui permettant de totaliser 77 165 entrées, pour atteindre le cap des 100 000 entrées la semaine suivante, avec 26 082 entrées dans huit salles. Il atteint son pic le plus haut de fréquentation en septième semaine avec 40 579 entrées dans quatorze salles et 170 209 entrées cumulées. Le film mène une carrière dans les salles sans trop faire de vagues dans le top 30 ou en dehors du top, en frôlant les 400 000 entrées après deux mois d'exploitation. Au 31 décembre 1963, le film totalise 532 039 entrées, se plaçant en 106e place des entrées annuelles. Le métrage finit son exploitation avec 856 901 entrées, dont 237 017 entrées sur Paris.

## Lieux de tournage
- À Lyon, Jabeke (Jean Rochefort) s'arrête de nuit à la station Total du quai Perrache pour faire le plein et acheter La Dépêche de Lyon (titre imaginaire vendu à côté du Progrès). Il laisse ensuite sa Jaguar XK150 sur le parking réservé aux trains auto-couchettes de la gare de Lyon-Perrache, cours de Verdun[13].
- Les scènes d'intérieur ont été tournées aux studios de Boulogne à Boulogne-Billancourt.